# Tupolev Tu-4
Tupolev Tu-4 (ryska: Туполев Ту-4, Nato-rapporteringsnamn: Bull) var Sovjetunionens första tunga bombflygplan med lång räckvidd. Det är en piratkopia av det amerikanska bombflygplanet Boeing B-29 Superfortress, och kopierades utan tillgång till originalritningar.

## Utveckling
1944 började USA att genomföra strategisk bombning av mål i Japan med deras nya strategiska bombflygplan B-29. Planets räckvidd och lastkapacitet imponerade på Sovjetunionens ledare Josef Stalin som begärde att B-29:or skulle levereras till Sovjetunionen under Lend-Lease-avtalet, något som USA vägrade. Sovjetunionen kom ändå över fyra flygplan som blivit skadade under bombräderna och som tvingats nödlanda i Sibirien, varav tre i flygbart skick. Trots att Sovjetunionen och USA var allierade i kampen mot Nazityskland hade Sovjetunionen en neutralitetspakt med Japan och flygplanen blev därför beslagtagna av sovjetiska staten.
På Stalins uppdrag fick flygtillverkaren Tupolev i uppgift att kopiera B-29 och leverera 20 stycken testflygplan för utvärdering inom två år. Det visade sig dock vara svårt att få fram material till flygplanen, dels för att alla delar var tillverkade efter tum-mått och inte millimeter, dels för att den sovjetiska industrin inte lyckades producera samma kvalitet som den amerikanska. På grund av detta blev Tu-4 tillverkad i 2 mm aluminiumplåt i stället för 1/16 tum (≈1,59 mm), något som gjorde flygplanet cirka 10 % tyngre. Detta tillsammans med mindre effektiva motorer gjorde att Tu-4 bara fick en räckvidd på 5 400 km i stället för B-29:ans 9 000 km. Den defensiva beväpningen var å andra sidan bättre då Tu-4 fick 10 stycken 23 mm NR-23 automatkanoner fördelat på 5 kanontorn (två kanoner per kanontorn). NR-23-kanonerna hade både längre räckvidd och större eldkraft än 12,7 mm M2 Browning-kulsprutorna på B-29. Även bomblasten ökades markant på Tu-4; från 20 000 lb (cirka 9 000 kg) maxlast på B-29, till 12 000 kg på Tu-4.
Den första Tu-4:an premiärflög 19 maj 1947. Den visades offentligt första gången 3 augusti samma år samtidigt som de tre beslagtagna B-29:orna. Därmed rådde det inte längre något tvivel om att Sovjetunionen hade lyckats kopiera B-29 och fått den att fungera. Tu-4 fortsatte i tjänst till början på 1960-talet då den hade ersatts av Tupolev Tu-95.

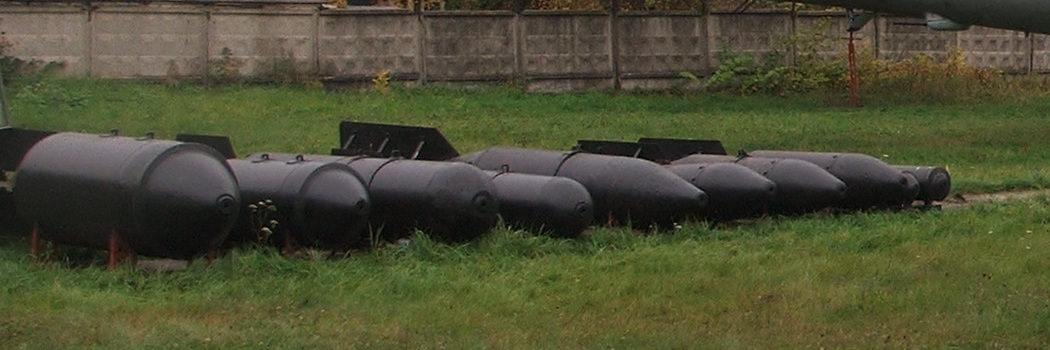
Flygbomber till Tu-4 i olika viktklasser.
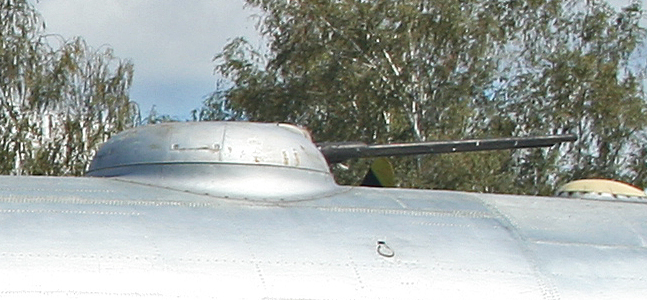
23 mm kanoner i främre övre kanontorn.
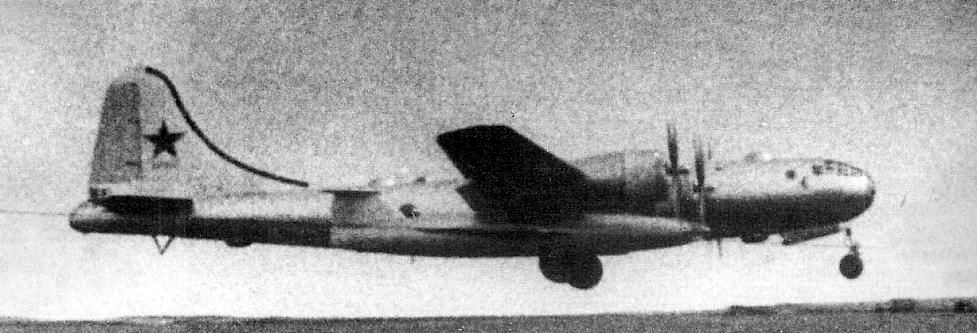
Tu-4 som lyfter från en startbana, cirka 1950.

## Användning i Kina

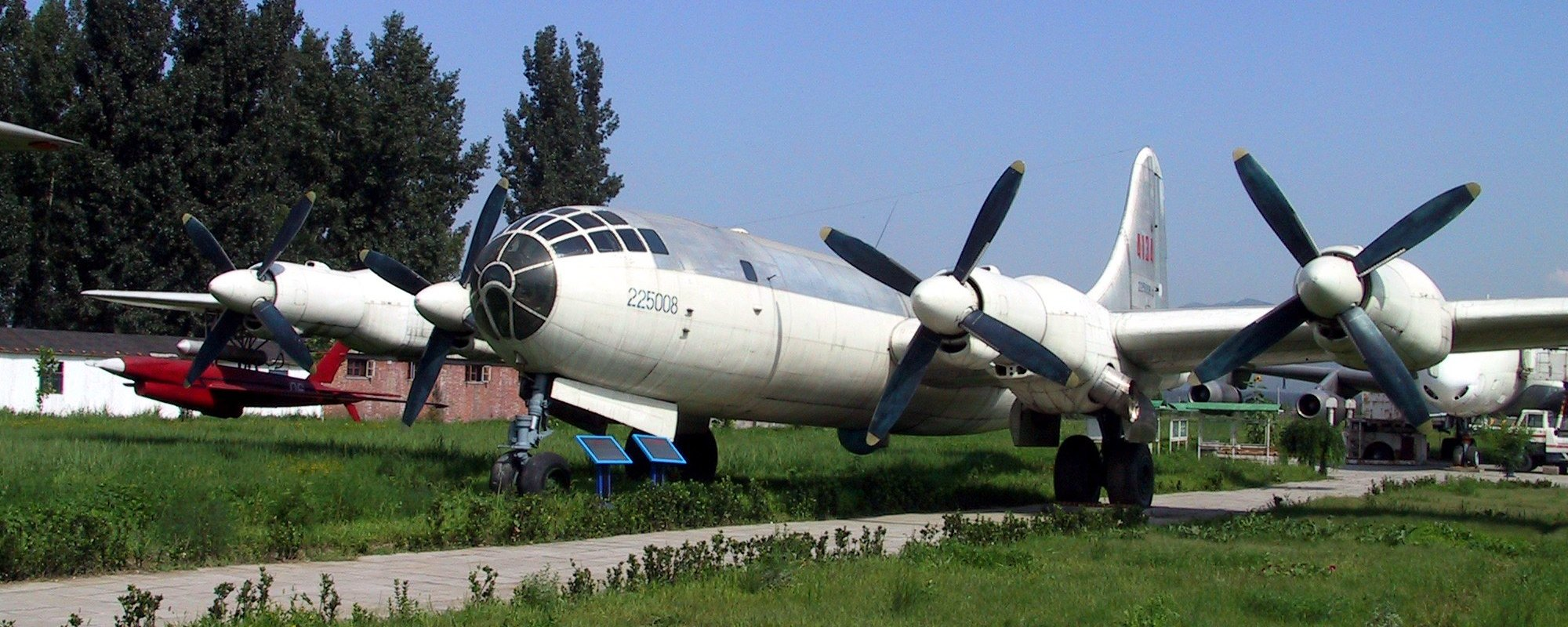
Kinesisk Tu-4 med AI-20K turbopropmotorer, bevarad på museum.

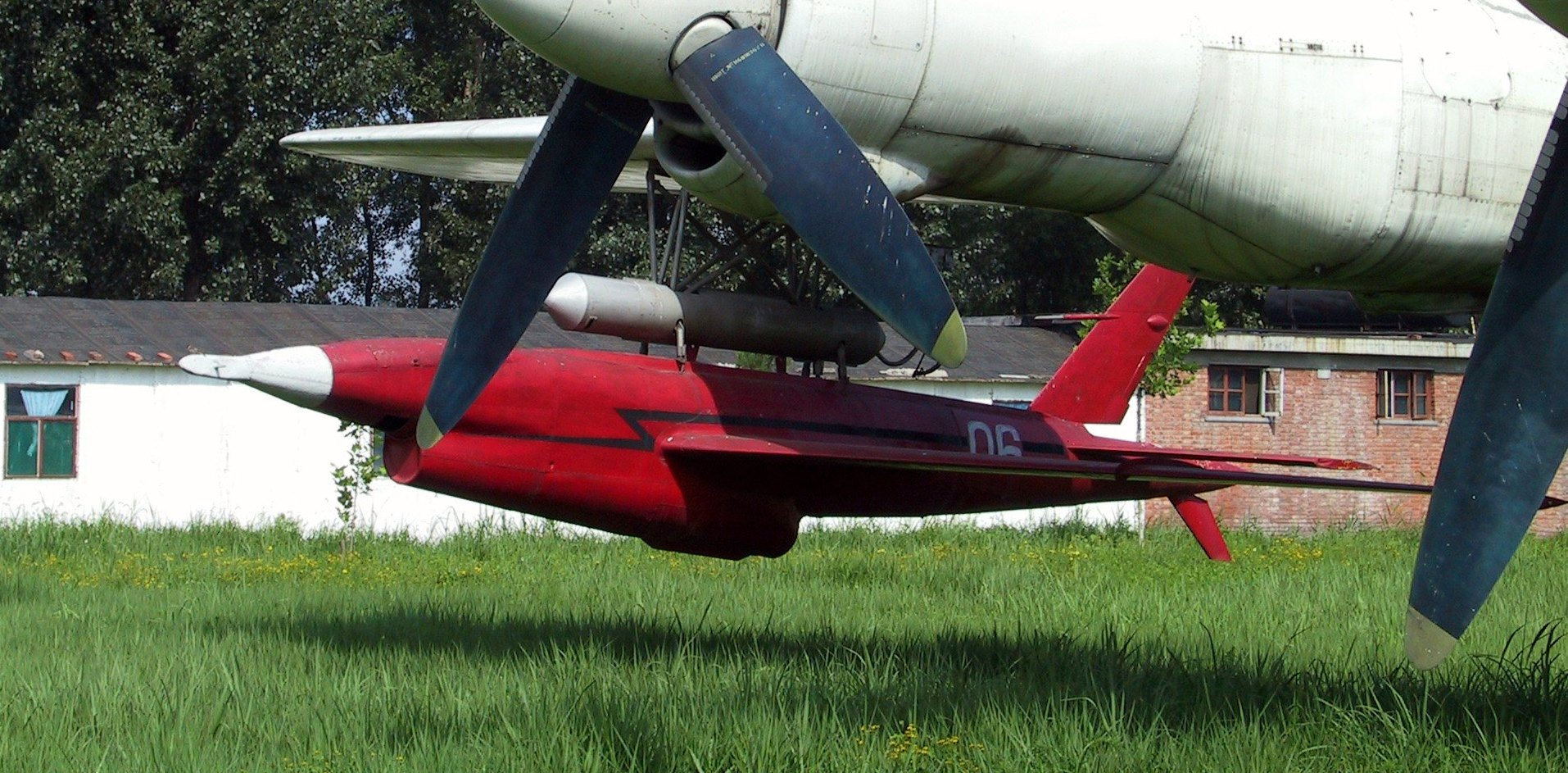
Närbild på den kinesiska målroboten Wu Zhen 5.

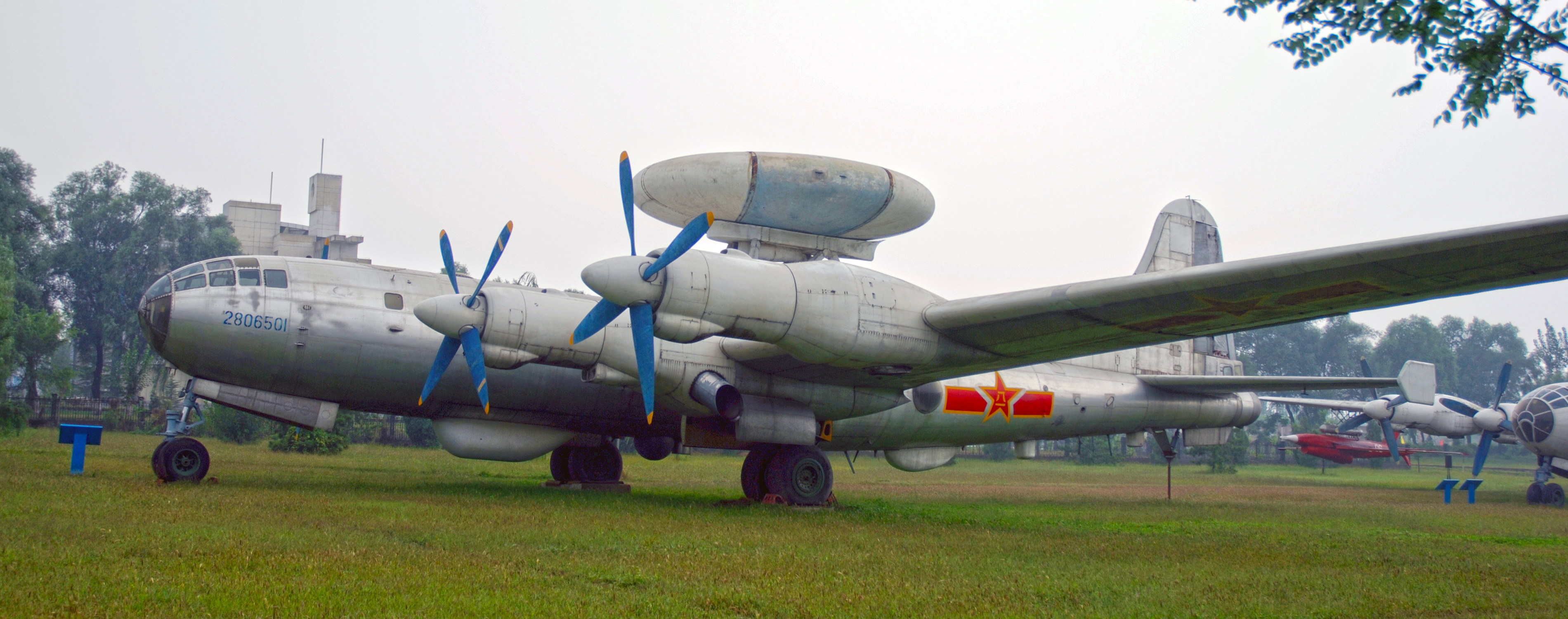
KJ-1 bevarad på museum.

I februari 1953 sålde Sovjetunionen tio stycken Tu-4 till folkrepubliken Kina. I Kina användes flygplanen initialt som strategiska bombflygplan men då man började utveckla mer avancerade bombflygplan som Xian H-6 under sent 1950-tal började man experimentera med nya roller.  

### Tu-4 som nattjaktflygplan (Tu-4P)
Kina hade under en längre period under 1950-talets andra hälft haft problem med att skjuta ner P2V Neptune spanings- och patrullflygplan från republiken Kina (numera känt som Taiwan) som flög in i Kinas luftrum. Dessa spaningsplan användes nattetid dels för att släppa antikommunistiska flygblad, fotografera och kartlägga kinesiska försvarspositioner, dels för att släppa både spioner och deras redskap in i Kina.
De nattjaktflygplan som fanns tillgängliga för Kina var sovjetiska MiG-17PF som visade sig vara för snabba för att effektivt kunna skjuta ner de republikanska P2V-planen som flög hälften så snabbt som MiG-17 under nattuppdrag. Detta gjorde att Kina började experimentera med att modifiera äldre långsammare flygplan som störtbombaren Tu-2 till nattjaktflygplan bland annat genom att utrusta dem med radar. Dessa sattes in i strid under mitten av 1959 men visade sig vara för långsamma vilket gjorde att man började planera ett nytt nattjaktflygplan byggt på samma princip. Valet för det nya nattjaktflygplanet föll på Tu-4 som var lika snabb om inte något snabbare än P2V och hade tillräckligt mycket bränsle för att jaga en P2V tills den fick slut på bränsle. 
Dessa Tu-4 fick 4 av 5 kanontorn bortmonterade där enbart det övre främre tornet behölls. Där det bakre övre tornet suttit monterades en Cobalt siktesradar tagen från en Harbin H-5 i en radom. Denna radar var sedan kopplad till det kvarvarande tornet och visade vart man skulle skjuta för att träffa målet. Radarn hade en räckvidd på 10 mil och skannade en 60 graders vinkel i den riktningen den var riktad åt. Den kunde rotera 360 grader i sin radom vilket verkar ha gjorts manuellt. Bombrummet gjordes om till en kommandocentral där man bland annat kontrollerade radarn. 
Man byggde först ett försöksplan vilket testades på Wukongs flygbas i Shaanxi provinsen. Efter positiva tester modifierade man ytterligare tre stycken Tu-4. Dessa fick beteckningen Tu-4P. De sattes i tjänst tidigt 1960 och såg strid för första gången den 1 mars utan någon framgång. Detta följdes av ytterligare misslyckade försök att skjuta ner de republikanska P2V-planen. Trots detta ansågs planen vara en bra ide och man fortsatte använda dem, troligtvis i hopp om att fortsatt övning skulle ge resultat. 
För den ovetande kan man tro att de misslyckade nedskjutningarna berodde på konstruktionen, eftersom man försökte skjuta ner ett ganska manövrerbart medelstort flygplan som P2V med ett gigantiskt strategiskt bombflygplan som Tu-4, och då beväpnad med ett enda kanontorn. Dock var detta inte fallet eftersom man under nattjakt inte har kurvstrider på grund av mörkret, varav ett stort trögmanövrerat flygplan som Tu-4 kan smyga sig upp bakom ett mycket mindre manöverbart flygplan som P2V genom radarspaning och sedan bekämpa det utan att synas. Det som gav Tu-4P problem var att de republikanska P2V-planen var beväpnade med motmedel i form av remsor, metallskrot i remsform som slängs ut i luften bakom flygplanet för att störa ut radarsignaler. Trots detta lyckades en Tu-4P skjuta ner en republikansk P2V den 19 juni 1963. Skytten för kanontornet lyckades få syn på avgasflamman av den P2V man jagade vilket gav honom en visuell målbild.

### Tu-4 med AI-20K turbopropmotorer
1966 försökte Folkrepubliken Kina modernisera sina gamla Tu-4. Man modifierade två Tu-4 med Ivchenko AI-20K turbopropmotorer på 4 250 hästkrafter för att öka livslängden och möjligen prestanda. Dessutom monterade man bort kanontornen då dessa ansågs vara odugliga mot dåtidens jaktflygplan, samt gav möjlighet att utrusta planen med målrobotar (en under varje vinge). Trots detta modifierades inga fler plan och man tog planet ur bruk som bombflygplan.

### Tu-4 som AWACS-flygplan (KJ-1)
År 1967 försökte man återanvända de modifierade flygplanen med AI-20K motorer genom att modifiera dem till AWACS-flygplan under projektnamnet KJ-1 (空警-1) vilket i princip står för flygpolis-1. Ett av de två planen, flygplan nummer 926, modifierades med ett takmonterat radarsystem typ 843. Detta kom att bli Folkrepubliken Kinas första AWACS-flygplan. Man testflög planet tills 1971 då den tunga radarutrustningen visade sig ge för stort slitage på flygplanet och projektet avbröts.

## Varianter

### Sovjetunionen
- Tu-4 – Ursprunglig version. Konventionellt bombflygplan.
- Tu-4A – Bombflygplan kapabelt att bära en atombomb av typen RDS-1, RDS-3 eller RDS-5.
- Tu-4D – Bombflygplan ombyggda till trupptransportflygplan för fallskärmsjägare.
- Tu-4K – Version med kapacitet att bära två sjömålsrobotar av typen Raduga KS-1 Komet.
- Tu-4LL – Testflygplan för olika typer av motorer och propellrar. Användes bland annat för utprovning av Kuznetsov NK-12 till Tu-95.
- Tu-4NM – Moderflygplan för målrobotar av typen Lavotjkin La-17.
- Tu-4R – Spaningsplan med lång räckvidd.

### Folkrepubliken Kina
- Tu-4P – Nattjaktversion med enbart övre framtorn bibehållet och siktesradar där det övre baktorn suttit. Bombrummet modifierat till kommandocentral. 4 stycken ombyggda från standard Tu-4.
- Tu-4 (AI-20K) – Experimentellt tungt bomb- och maritimt patrullflygplan. Kanontorn bortmonterade. Försedd med fyra AI-20K turbopropmotorer om 4250 hk var. Utöver bomber kunde två sjömålsrobotar medföras under vingarna. 2 plan ombyggda från standard Tu-4 eller Tu-4P. Ett bevarat på museum, ett ombyggt till KJ-1.
- KJ-1 – AWACS-försöksvariant baserad på Tu-4 (AI-20K). Spaningsradar monterad på taket. Kanontorn och bombrum borttaget. 1 plan ombyggt från ena AI-20K-prototypen. Bevarad på museum.

### Webbkällor
- ”Tupolev Tu-4”. Aviastar. http://www.aviastar.org/air/russia/tu-4.php.
- ”Tupolev Tu-4 (Bull) Strategic Heavy Bomber”. Military Factory. Arkiverad från originalet den 10 december 2010. https://web.archive.org/web/20101210080940/http://www.militaryfactory.com/aircraft/detail.asp?aircraft_id=701. Läst 14 november 2012.
- ”Tu-4 BULL”. Federation of American Scientists. 8 augusti 2000. http://www.fas.org/nuke/guide/russia/bomber/tu-4.htm.